# Вебдокументація MDN
MDN Web Docs, раніше Mozilla Developer Network, Mozilla Developer Center, є сховищем документації та навчальним ресурсом для веброзробників. Його започаткувала Mozilla у 2005 році  як єдине місце для документації про відкриті вебстандарти, власні проєкти Mozilla та посібники для розробників.
Вміст вебдокументів MDN підтримується Mozilla, співробітниками Google і волонтерами (спільнота розробників і технічних авторів). Він також містить вміст, наданий Microsoft, Google і Samsung, які в 2017 році оголосили, що закриють власні проєкти документації та перенесуть всю свою документацію до MDN Web Docs. Теми включають HTML5, JavaScript, CSS, Web API, Django, Node.js, WebExtensions, MathML та інші.

## Історія
У 2005 році корпорація Mozilla запустила проєкт під назвою Mozilla Developer Center. Корпорація Mozilla досі фінансує сервери та наймає персонал, який працює над проєктами.
Початковий вміст вебсайту було надано компанією DevEdge, на яку Mozilla Foundation отримала ліцензію від AOL.  Тепер на сайті міститься суміш вмісту, перенесеного з DevEdge і mozilla.org, а також оригінальний і більш актуальний вміст.  Документацію також перенесено з XULPlanet.com.
3 жовтня 2016 року браузер Brave додав мережу розробників Mozilla як одну з пошукових систем усталено.
У 2017 році MDN Web Docs стала уніфікованою документацією вебтехнологій для Google, Samsung, Microsoft і Mozilla.  Microsoft почала перенаправляти сторінки з MSDN на MDN.
У 2019 році Mozilla розпочала бета-тестування нового сайту для читання вебдокументів MDN, написаного на React (замість jQuery; деякі функції jQuery було замінено на бібліотеку Cheerio). Новий сайт був запущений 14 грудня 2020 року. З 14 грудня 2020 року весь вміст, який можна редагувати, зберігається в репозиторії git, розміщеному на GitHub, де учасники відкривають запити на отримання та обговорюють зміни.
25 січня 2021 року була заснована організація Open Web Docs (OWD) як некомерційна фіскальна організація для збору коштів на розвиток MDN. Станом на березень 2022 року найбільшими фінансовими вкладниками OWD є Microsoft, Google, Facebook, Coil і Igalia.

### Локалізація[20]
29 жовтня 2020 року MDN Web Docs анонсувала замороження більшої частини локалізацій (через їхню неактивність), включно з українською. Наразі команда MDN Web Docs не планує поновлення жодної зі заморожених локалізацій.
Восени 2021 року побачив світ незалежний проект ВебДоки, мета якого — зробити вміст MDN Web Docs доступним для українськомовного користувача.